# Arhopalus foveicollis
Arhopalus foveicollis là một loài bọ cánh cứng trong họ Cerambycidae.